# Pierre Nicolas Merle-Beaulieu
Pour les articles homonymes, voir Merle (homonymie).
Pierre Nicolas Merle de Beaulieu, né le 25 mai 1738 à La Rochelle et mort le 5 avril 1826 à Paris, est un général français de la Révolution et de l’Empire.

## États de service
Il entre en service le 1er juin 1755, et il est blessé au siège de Belle-Île en 1761. Il est nommé capitaine le 14 juin 1762, et il sert de 1762 à 1764 en mer et en Amérique. En 1767, il est affecté à l’île d'Aix, et il est fait chevalier de Saint-Louis le 5 août 1781.
Le 1er septembre 1786, il passe dans le 3e bataillon de la Garde nationale soldée de Paris, et le 10 juillet 1792, il est affecté au 13e bataillon d’infanterie légère, dont il devient lieutenant-colonel le 16 juillet. Le 7 août 1792, il rejoint le 36e régiment d’infanterie, et le 9 septembre 1792, il est nommé colonel commandant le 14e régiment d’infanterie de ligne. Il est promu général de brigade le 15 mai 1793, et il est suspendu de ses fonctions le 20 septembre suivant.
Réintégré, il est nommé commandant inamovible de la place de Metz le 4 janvier 1795. Il est admis à la retraite le 2 janvier 1796.
Il est nommé le 23 septembre 1804, chef du 2e bataillon de la 4e brigade des vétérans et commandant provisoire de la garde du Sénat. Il est admis à la retraite en 1806.
Il meurt le 6 avril 1826 à Paris.

## Sources
- (en) « Generals Who Served in the French Army during the Period 1789 - 1814: Eberle to Exelmans »
- Thierry Pouliquen, « Les généraux français et étrangers ayant servis [sic] dans la Grande Armée » (consulté le 9 juin 2014)
- Baptiste-Pierre Courcelles, Dictionnaire historique et biographique des généraux français : depuis le onzième siècle jusqu'en 1822, vol.6, l’Auteur, 1822, 500 p. (lire en ligne), p. 419.
- Étienne Charavay, Correspondance général de Carnot, tome 2, imprimerie Nationale, 1892, p. 424.
- Étienne Charavay, Correspondance général de Carnot, tome 3, imprimerie Nationale, 1897, p. 451